# ۲۶۷۲ پیسک
سیارک ۲۶۷۲ (به انگلیسی: 2672 Pisek، نامگذاری:1979KC) دو هزار و ششصد و هفتاد و دومین سیارک کشف شده‌است که در ۳۱ مه ۱۹۷۹ کشف شد.
قدر مطلق سیارک برابر ۱۱٫۷۰ است.